# Bududa
Bududa  este un oraș  în  Uganda. Este reședinta  districtului Bududa.